# Walter Feit
Walter Feit (Vienna, 26 ottobre 1930 – Branford, 29 luglio 2004) è stato un matematico austriaco naturalizzato statunitense, conosciuto per i suoi contributi alla teoria dei gruppi finiti e alla teoria delle rappresentazioni e per aver provato il teorema di Feit-Thompson. Nel 1965 gli è stato assegnato il premio Cole.
Nato a Vienna da una famiglia ebraica, Walter Feit fu tra i circa 10 000 bambini giunti come rifugiati in Inghilterra nel 1939 con il Kindertransport. Sopravvisse così all'Olocausto. Nel 1946 si trasferì negli Stati Uniti.